# Frasnes-lez-Anvaing
Frasnes-lez-Anvaing (pcd. Frîn·ne-d'léz-Anving) – miejscowość i gmina w Belgii, w Regionie Walońskim, w prowincji Hainaut, w okręgu Ath. 1 stycznia 2024 roku liczyła 12 134 mieszkańców.

## Podział administracyjny
W skład gminy wchodzi 14 dzielnic (section):
- Anvaing
- Arc-Ainières
- Buissenal
- Cordes
- Dergneau
- Forest
- Frasnes-lez-Buissenal
- Hacquegnies
- Herquegies
- Montrœul-au-Bois
- Moustier
- Œudeghien
- Saint-Sauveur
- Wattripont

## Współpraca
Miejscowości partnerskie:
- Boskovice, Czechy
- Monts, Francja
- Saint-Georges, Kanada